# Афроамериканцы в войне за независимость США
Во время американской Войны за независимость многие афроамериканцы служили в обеих армиях (британской и американской), надеясь получить свободу. Приблизительно 20 000 афроамериканцев сражались за Британию как «Чёрные лоялисты». Около 9 000 сражались на стороне колонистов как «Чёрные патриоты». Всего в американской армии служили 220 - 250 тысяч человек, из чего следует, что афроамериканцы составляли примерно 4% армии. Однако, в среднем их сроки службы были длиннее, чем у белых солдат, поэтому их реальная доля участия составила примерно 25%, хотя они использовались в основном на второстепенных ролях.
Обе стороны старались привлечь афроамериканское население на свою сторону, щедро обещая свободу и земельные наделы тем, кто будет воевать на их стороне. Особо отмечались при этом рабы, принадлежавшие противоположной стороне. Десятки тысяч чёрных рабов воспользовались революционным хаосом и бежали от своих хозяев, что привело плантации Южной Каролины и Джорджии чуть ли не в полуразрушенное состояние. Южная Каролина потеряла до одной трети (25 тыс. чел.) всех своих рабов вследствие побегов или гибели. В 1770—1790 чёрное население Южной Каролины (преимущественно рабы) сократилось с 60,5% до 43,8%, Джорджии — с 45,2% до 36,1%.
Многие рабы также надеялись, что Корона даст им свободу. Метрополия действительно планировала создание против повстанцев массовой армии рабов взамен на их освобождение, однако, вместе с тем, британцы опасались, что такой шаг может спровоцировать массовые восстания рабов и в других колониях. Одновременно они оказались под давлением богатых плантаторов — лоялистов американского Юга, а также карибских плантаторов и работорговцев, которым совсем не нравилась перспектива бунтов. В штате Вирджиния королевский губернатор лорд Данмор начал массовое рекрутирование рабов, пообещав им свободу, защиту семьям и земельные наделы. При отступлении из Саванны и Чарльстона британцы эвакуировали до 10 тысяч чёрных рабов, из которых около 3 тыс. «чёрных лоялистов» были поселены в Канаде. Остальные были переселены в метрополию или вест-индские колонии Карибского моря. Около 1200 «чёрных лоялистов» были позднее переселены из Новой Шотландии (Канада) в Сьерра-Леоне, где они стали лидерами этнической группы крио.
С другой стороны, борьба за независимость под лозунгами защиты свободы становилась довольно двусмысленной; многие революционные лидеры, ратуя за свободу, сами были богатыми плантаторами и владели сотнями чёрных рабов. Ряд северных штатов с 1777 года начали отмену рабства. Первым из них стал штат Вермонт, закрепивший отмену рабства в своей конституции. За ним последовали Массачусетс, Нью-Йорк, Нью-Джерси и Коннектикут. Формы отмены рабства в разных штатах различались; предусматривалось либо немедленное освобождение рабов, или постепенное, безо всяких компенсаций. Ряд штатов образовали школы для детей бывших рабов, в которых они обязаны были учиться до своего совершеннолетия. В первые двадцать лет после войны законодательные собрания штатов Виргиния, Мэрилэнд и Делавэр облегчили условия для освобождения рабов. К 1810 году доля свободных темнокожих выросла в Виргинии с менее чем 1% в 1782 до 4,2% в 1790, и 13,5% в 1810. В Делавэре к 1810 году были освобождены три четверти рабов, в целом на верхнем Юге доля свободных чёрных выросла с менее чем 1% до 10%. После 1810 года волна освобождений на Юге практически прекратилась, в первую очередь — в связи с началом хлопкового бума, требовавшего очень много рабочих рук.